# Daniel Svensson (Musiker)

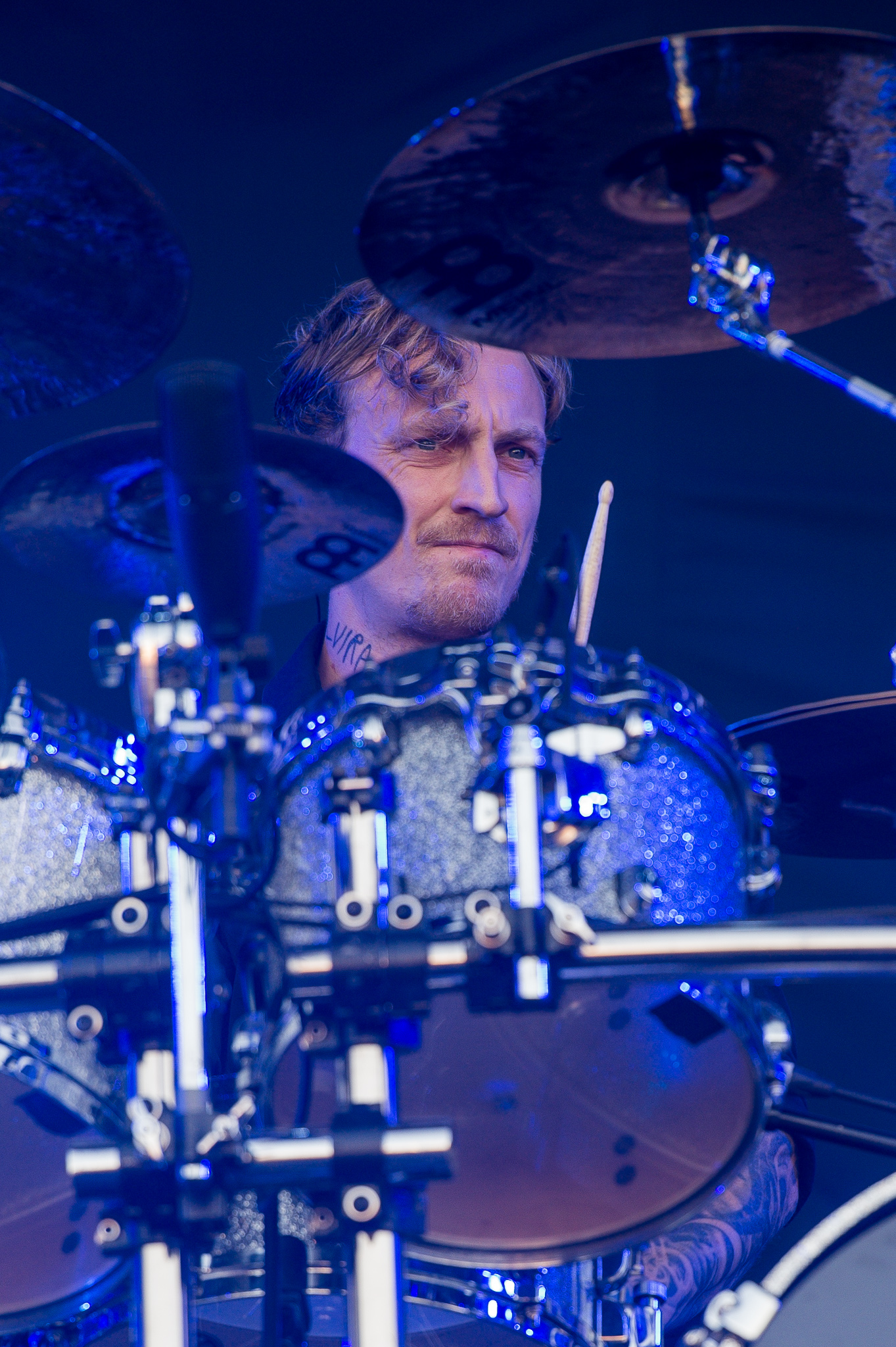
Daniel Svensson (2015)

Daniel Andreas Svensson (* 20. November 1977 in Göteborg) ist ein schwedischer Schlagzeuger.

## Werdegang
Svensson brachte sich das Schlagzeugspielen selber bei und startete seine Karriere im Jahre 1993 mit der Band Sacrilege, mit der er zwei Studioalben einspielte. Zwischen 1995 und 1996 war er auch kurzzeitig in der Band Diabolique aktiv, spielte jedoch auf keiner Veröffentlichung der Band. Im Jahre 1998 erhielt Svensson das Angebot, in die Band In Flames einzusteigen. Deren Schlagzeuger Björn Gelotte war an die Gitarre gewechselt. Er nahm das Angebot an, was zur Auflösung von Sacrilege führte. Mit In Flames veröffentlichte Svensson acht Studioalben, von denen drei mit dem schwedischen Musikpreis Grammis ausgezeichnet wurden. Im November 2015 stieg Svensson wieder aus, um sich mehr um seine Familie zu kümmern. Im Jahre 2019 gründete Svensson mit ehemaligen Mitgliedern von In Flames die Band The Halo Effect, die drei Jahre später ihr Debütalbum veröffentlichten.
Zusammen mit Peter Iwers gründete Daniel Svensson die Brauerei Odd Island Brewing.

## Diskografie
| mit In Flames - 1999: Colony - 2000: Clayman - 2002: Reroute to Remain - 2004: Soundtrack to Your Escape - 2006: Come Clarity - 2008: A Sense of Purpose - 2011: Sounds of a Playground Fading - 2014: Siren Charms | mit Sacrilege - 1996: Lost in the Beauty You Slay - 1997: The Fifth Season mit The Halo Effect |